# Matzendorf SO
| SO ist das Kürzel für den Kanton Solothurn in der Schweiz. Es wird verwendet, um Verwechslungen mit anderen Einträgen des Namens Matzendorf zu vermeiden. |

Matzendorf ist eine politische Gemeinde im Bezirk Thal des Kantons Solothurn in der Schweiz.

## Geographie

Luftbild (1955)

Matzendorf liegt auf 510 m ü. M., 5 km westlich des Bezirkshauptortes Balsthal (Luftlinie). Das Strassenzeilendorf erstreckt sich beidseits des Dorfbaches auf der Sonnseite am nördlichen Talrand des Balsthalertals, am Fuss der Brunnersbergkette im Solothurner Jura.
Die Fläche des 11,3 km² grossen Gemeindegebiets umfasst einen Abschnitt im mittleren Teil des Balsthaler- oder Dünnerntals, eines Längstals im Solothurner Jura. Den zentralen Teil des Gebietes bildet die rund 500 bis 1000 m breite flache Talebene der Dünnern. Nach Süden reicht der Gemeindebann auf die Antiklinale der Weissensteinkette und umfasst dabei den dicht bewaldeten Steilhang der Leberen, die im Westen durch das in den harten Malmkalk eingeschnittene Erosionstal des Horngrabens begrenzt wird. Die südliche Grenze verläuft auf der Waldkrete des Höllchöpfli, das mit 1231 m ü. M. die höchste Erhebung von Matzendorf bildet.
Nördlich an die Talebene der Dünnern schliesst die vom Dorfbach durchflossene Mulde von Matzendorf an, die von den Vorbergen Alphübel (594 m ü. M.) und Emet (597 m ü. M.) flankiert wird. Weiter im Norden erstreckt sich der Gemeindeboden über den zunächst relativ sanft, im oberen Teil steil ansteigenden, teilweise mit Felsen durchzogenen und vom Wängital untergliederten Waldhang, den so genannten Sunnenberg, bis auf die Antiklinale der Brunnersbergkette mit der Höhe des Grossen Brunnersbergs (bis 1127 m ü. M.). Von der Gemeindefläche entfielen 1997 7 % auf Siedlungen, 52 % auf Wald und Gehölze und 41 % auf Landwirtschaft.
Zu Matzendorf gehören der Ortsteil Müli (500 m ü. M.) auf der südlichen Seite des Dünnerntals sowie zahlreiche Einzelhöfe im Tal und am Sonnenhang oberhalb des Dorfes und Sennhöfe auf den Jurahöhen. Nachbargemeinden von Matzendorf sind Aedermannsdorf, Mümliswil-Ramiswil und Laupersdorf im Kanton Solothurn sowie Niederbipp und Rumisberg im Kanton Bern.

## Bevölkerung
Mit 1374 Einwohnern (Stand 31. Dezember 2023) zu den mittelgrossen Gemeinden des Kantons Solothurn. Von den Bewohnern sind 96,2 % deutschsprachig, 1,0 % albanischsprachig und 0,9 % sprechen Serbokroatisch (Stand 2000).

## Wirtschaft
Matzendorf war früher ein vorwiegend durch die Landwirtschaft geprägtes Dorf, doch auch die Eisenverarbeitung und die Herstellung von Kunstkeramik (Fayence) hatten im 18. und 19. Jahrhundert eine wichtige Bedeutung. Im Lauf des 16. Jahrhunderts wurden die Höhen der Brunnersbergkette gerodet, ausgedehnte Sömmerungsweiden für das Vieh geschaffen und mehrere Sennhöfe erbaut. Noch heute haben der Ackerbau und der Obstbau in den tieferen Lagen sowie die Milchwirtschaft und die Viehzucht in den oberen Gemeindeteilen einen wichtigen Stellenwert in der Erwerbsstruktur der Bevölkerung.
Zahlreiche weitere Arbeitsplätze sind im lokalen Kleingewerbe und im Dienstleistungssektor vorhanden. In Matzendorf sind heute eine Metallgiesserei, eine Aluminiumgiesserei, Betriebe des Holzbaus und der Holzverarbeitung, des Maschinenbaus, des Metallbaus, des Baugewerbes, mechanische Werkstätten und eine Gärtnerei vertreten. Der Dorfladen wurde kürzlich von einem ehemals dort wohnhaften Unternehmer gerettet. In den letzten Jahrzehnten hat sich das Dorf auch zu einer Wohngemeinde entwickelt. Viele Erwerbstätige sind deshalb Wegpendler, die hauptsächlich in Balsthal sowie im Raum Olten-Solothurn arbeiten.

## Verkehr
Die Gemeinde ist verkehrsmässig recht gut erschlossen. Sie liegt an der Hauptstrasse von Oensingen nach Moutier. Durch einen Postautokurs, der die Strecke von Balsthal nach Gänsbrunnen bedient, ist Matzendorf an das Netz des öffentlichen Verkehrs angeschlossen.

## Geschichte
Die erste urkundliche Erwähnung des Ortes erfolgte bereits im Jahr 968 unter dem Namen Mazendorf; von 1227 ist die Bezeichnung Macindorf überliefert. Der Ortsname ist abgeleitet vom alemannischen Personennamen Matzo. Matzendorf war zur Zeit seiner ersten Nennung im Besitz des Klosters Moutier-Grandval. Im Verlauf des 11. Jahrhunderts kam das Dorf mit seinem Dinghof an das Sankt-Ursen-Stift in Solothurn, bildete fortan eine Enklave im Gebiet der Grafen von Frohburg und erlebte deswegen in der Folgezeit ein anderes Schicksal als die übrigen Gemeinden des Tales.
Im 14. Jahrhundert verkaufte das Stift den Dinghof Matzendorf an die Grafen von Nidau. Danach gab es verschiedene Besitzerwechsel, bis das Dorf 1400 an A. Bumann von Olten kam und dabei relativ grosse Freiheiten genoss. Im Jahr 1449 gelangte Matzendorf durch Kauf an Solothurn und wurde in die Landvogtei Falkenstein eingegliedert, wobei das Dorf Sitz eines Gerichtskreises wurde. Schon seit dem 16. Jahrhundert gab es verschiedene Eisenschmelzen auf dem Gebiet des Dorfes.
Nach dem Zusammenbruch des Ancien Régime (1798) wurde Matzendorf dem Bezirk Balsthal-Thal zugeteilt. Im gleichen Jahr wurde an der Grenze zu Aedermannsdorf eine Keramikfabrik gegründet, welche die Matzendorfer Keramik herstellte. Ab 1810 gehörten die Eisenschmelzen der Firma Von Roll, wurden jedoch 1841 stillgelegt und nach Klus sowie nach Herbetswil verlegt. Aus der Keramikfabrik ging die Aedermannsdorfer Keramikfabrik hervor, die im 20. Jahrhundert von der Rössler AG aus Ersigen übernommen wurde.
Im 19. Jahrhundert, insbesondere von 1850 bis etwa 1870 war das Tal von schwerer Armut und Hungersnöten betroffen, so dass viele Bewohner auswandern mussten.

## Sehenswürdigkeiten

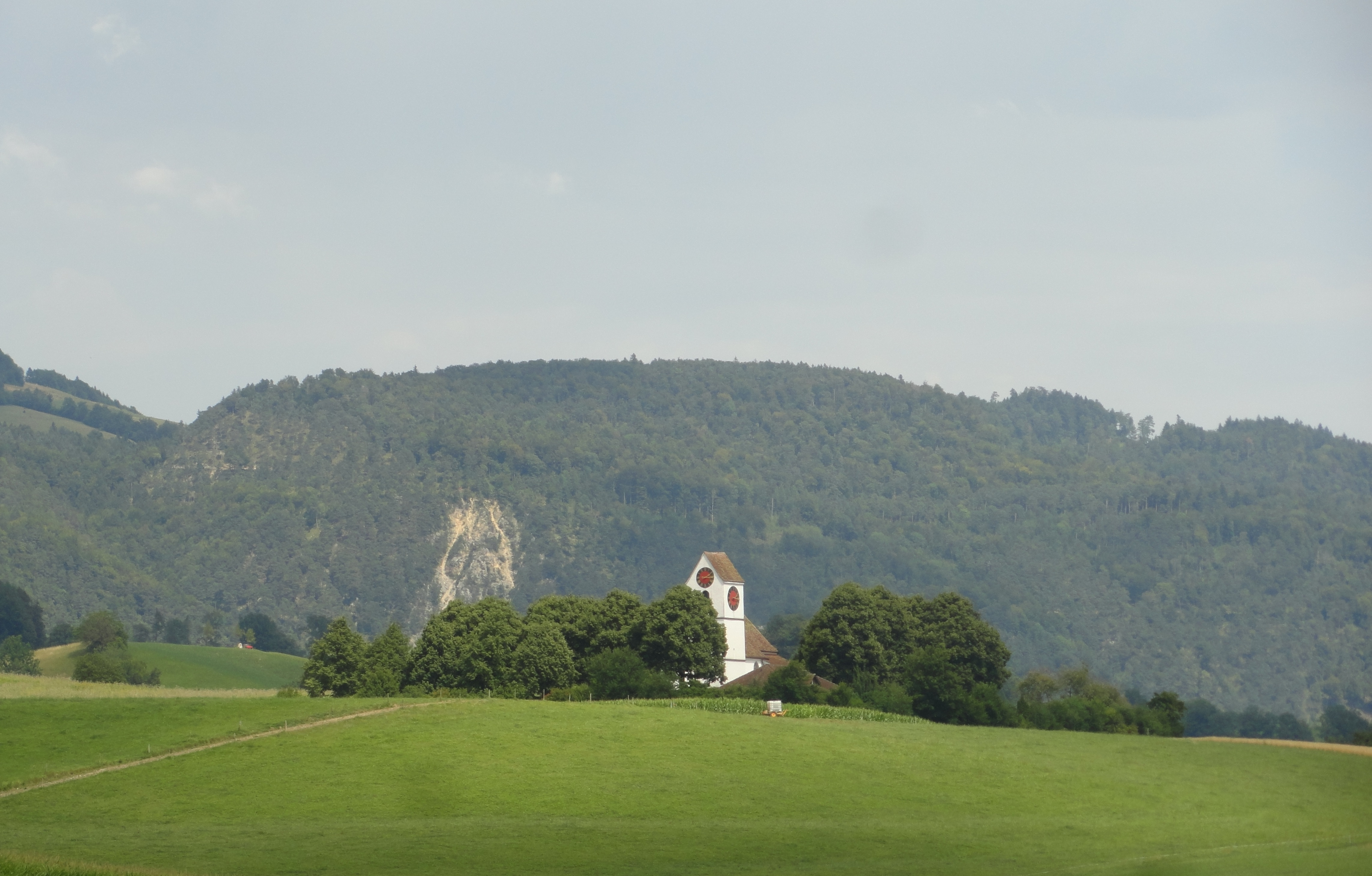
St. Pankratiuskirche

Die auf freiem Feld auf einem Hügel westlich des Dorfes stehende katholische Sankt Pankratius-Kirche wurde 1520 im Stil der Spätgotik neu erbaut und 1781 vergrössert. Die Allerheiligenkapelle wurde 1949 errichtet. Im Horngraben steht die St. Antoniuskapelle an der Stelle einer 1450 gegründeten Einsiedelei.

## Bilder

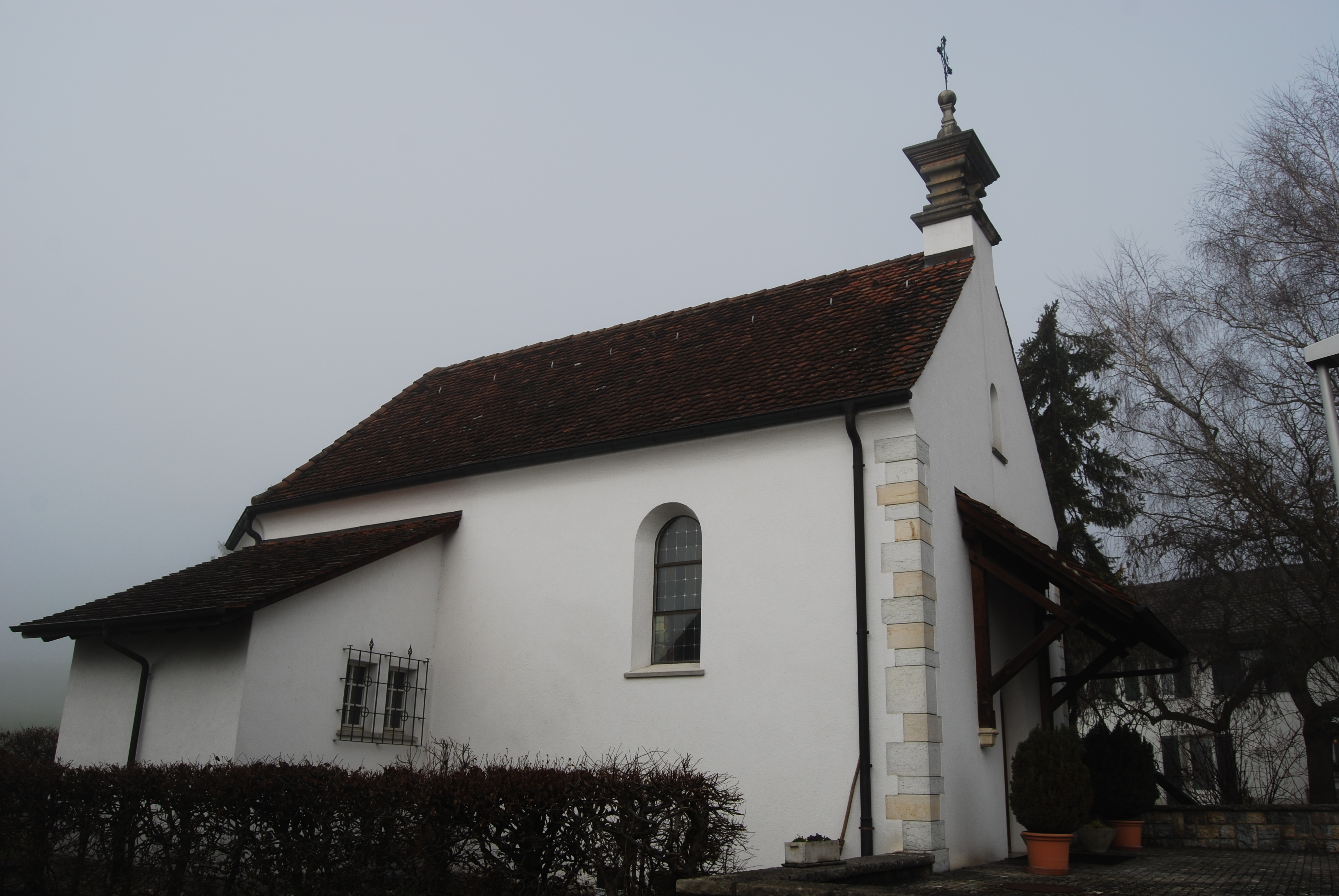
Dorfkapelle
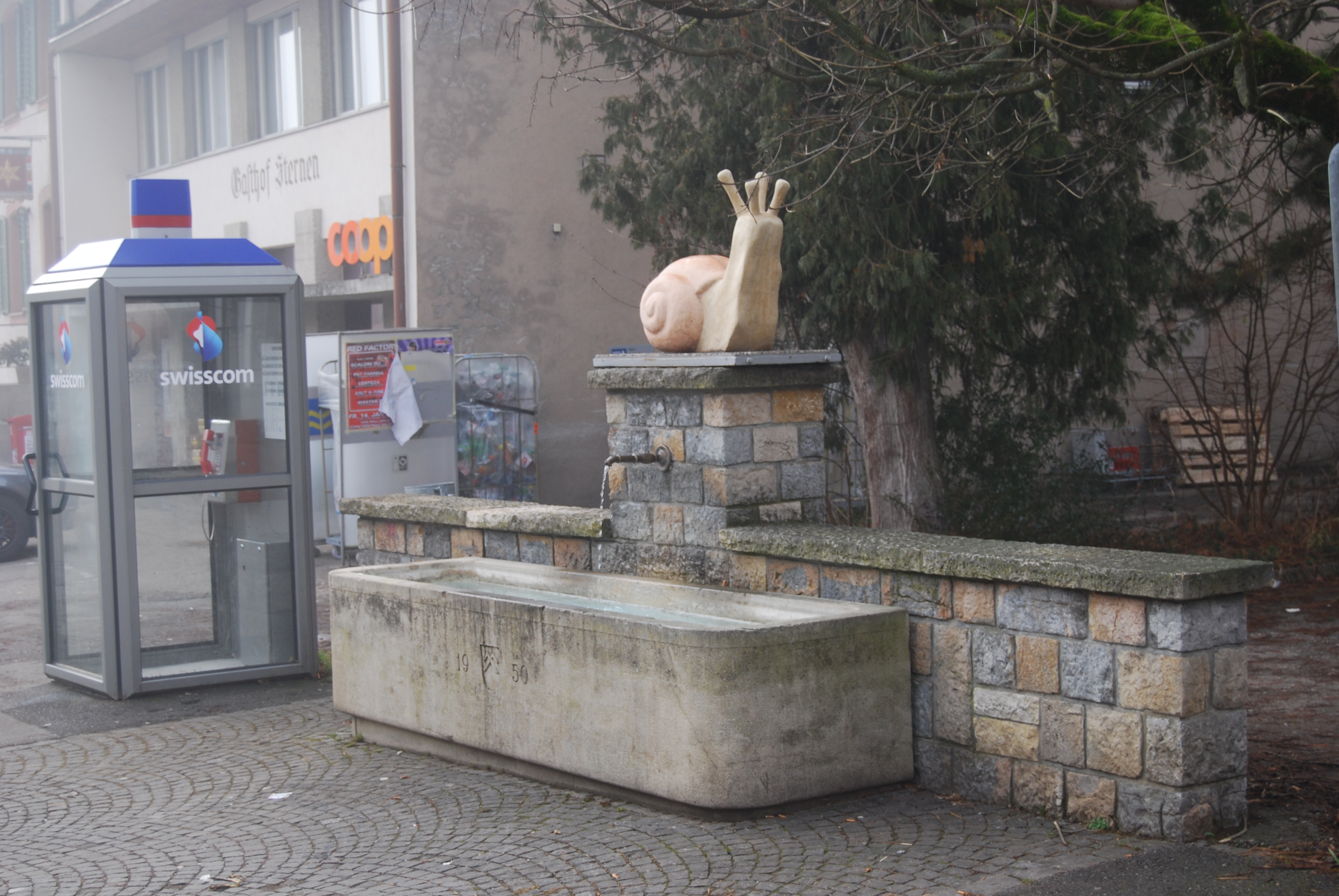
Dorfbrunnen
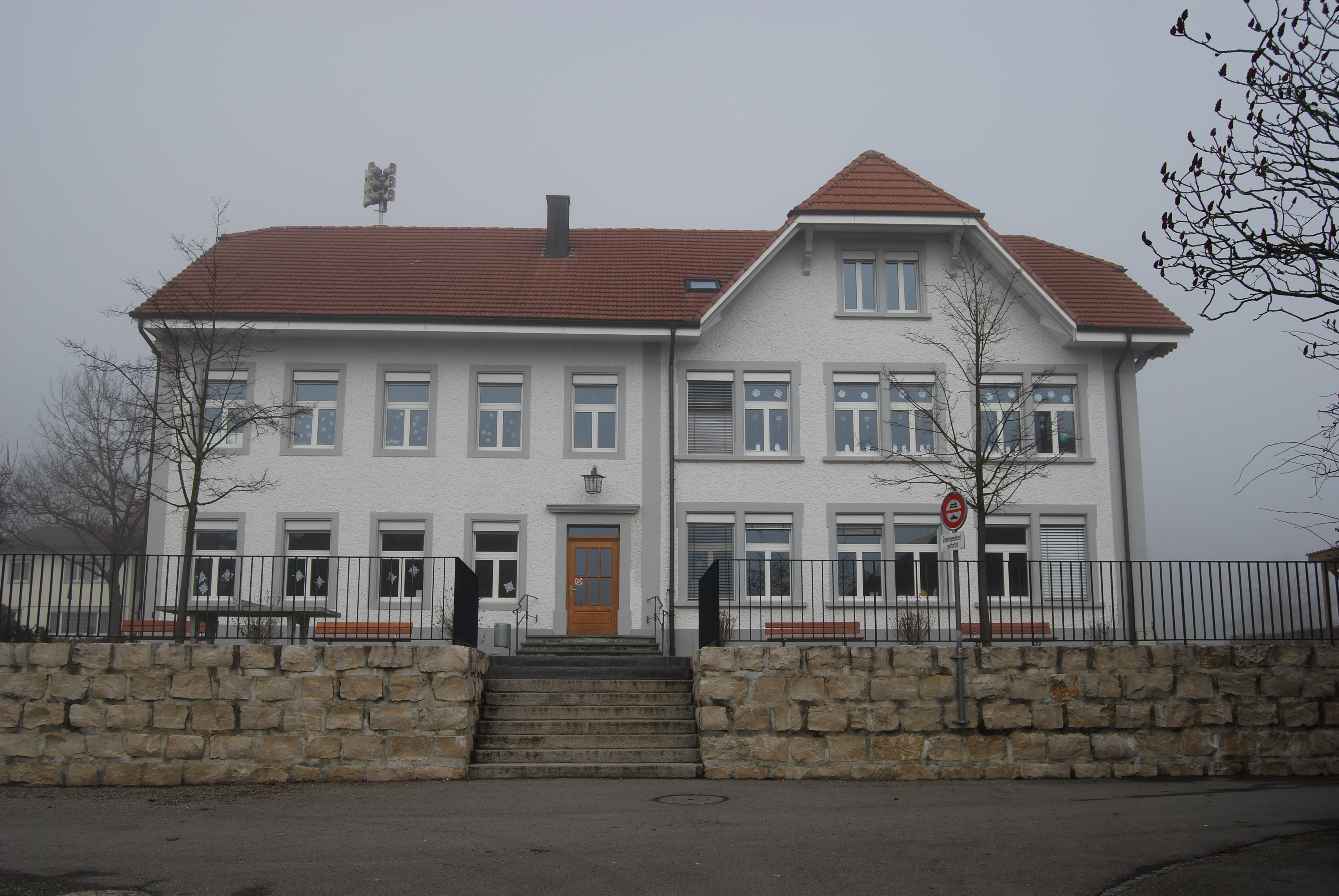
Schulhaus
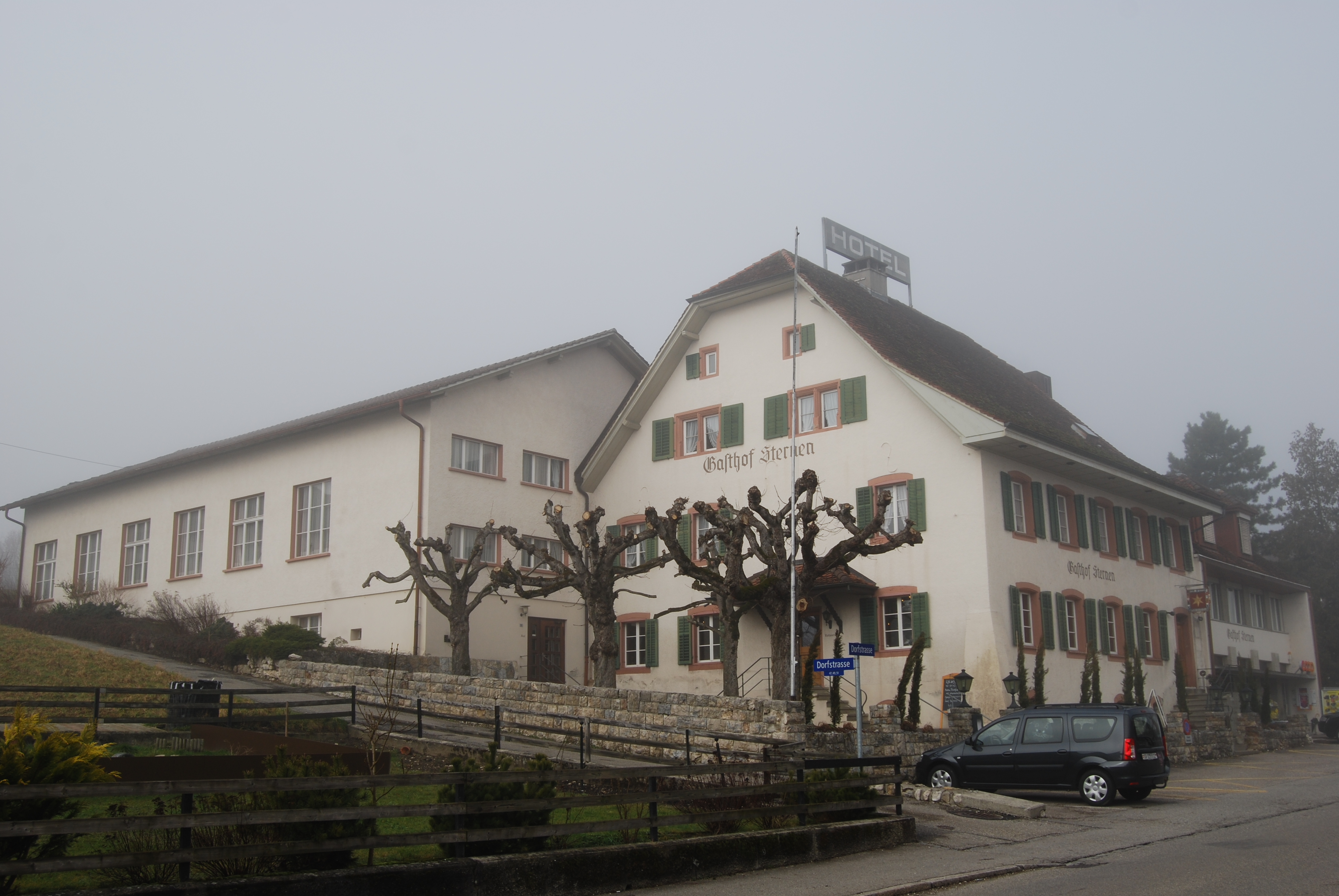
Gasthaus Sternen

## Wappen
Blasonierung
Gespalten von Weiss und Blau, belegt mit zwei schräggekreuzten Winkelmassen in gewechselten Farben